# Rudi Mittig
Rudi Mittig, nemški general in politik, * 26. januar 1925, † 28. avgust 1994.
Med letoma 1975 in 1989 je bil namestnik ministra za državno varnost Nemške demokratične republike (Stasija).